# 샤간강
샤간강(카자흐어: Шаған Şağan kk; 러시아어: Шаган, IPA: [ʂɐˈgan])은 카자흐스탄의 서카자흐스탄주와 러시아의 오렌부르크주를 흐르는 강이다.
이 강은 우랄강의 지류이다. 강은 길이 264 킬로미터 (164 mi)이고, 유역 면적은 7,530 제곱킬로미터 (2,910 mi2)이다.
이름은 타타르어로 '단풍나무속'을 의미하거나 칼미크어로 '하얀'을 의미하는 단어에서 유래했을 수 있다. 카자흐인들 사이에서 이 강은 악수('하얀 물')라고도 알려져 있다.

## 같이 보기
- 카자흐스탄의 강 목록